# Kate Ashfield
Kate Ashfield (Oldham, 28 de maio de 1972) é uma atriz e comediante inglesa, mais conhecida por papel vencedor de um prêmio como Jody no filme germo-britânico Late Night Shopping (2001) e como Sadie MacGregor no filme britânico This Little Life (2003). ela é também conhecida pelo papel de Liz no filme britânico Shaun of the Dead (2004).

## Biografia
Ashfield foi educada no King Edward VI Camp Hill, em Birmingham e foi uma das primeiras garotas a se juntar à sexta forma de King Edward IV Five Ways.
Kate apareceu em As You Like It e se envolveu em um número de grupos teatrais juvenis locais. Ela treinou no Colégio Rose Budford.
Desde então ela apareceu em vários filmes, produções de televisão e teatro. Seu primeiro papel em um filme aconteceu em 1994 como Ella na produção cinematográfica de John Wells, Princess Caraboo.

## Premiações
- British Independent Film Award - Melhor atriz (2001)
- Royal Television Society prêmio televisivo - Melhor ator: feminino (2004)